# Th. P. Stillinge
Thomas Peter Svend Stillinge (født 18. juni 1876 i Øster Stillinge ved Slagelse, død 23. januar 1956) var en dansk tømrermester.
Han var søn af landmand Christen Nielsen (død 1912) og hustru Maren f. Thomsen (død 1937), var tømrersvend i provinsen og København, elev på Rødkilde Håndværkerskole, arbejdede i Glasgow, Belfast, Manchester og London 1902-04 og var elev på Teknisk Skole i Manchester vinteren 1903-04. Stillinge var tømrerformand i København 1905-09 og tog borgerskab 1909. Han udførte tømrerarbejdet ved forskellige byggeforetagender for staten og hovedstadskommunerne, ved industri- og boligbyggeri samt ved flere kirker, bl.a. Grundtvigskirken.
Han var Ridder af Dannebrog, medlem af bestyrelsen for Børnehjemmet Kana fra 1920, bisidder i Københavns Tømmerlaug og repræsentant i Dansk Arbejdsgiverforening 1927-41, formand for Fællesudvalget i Tømrerfaget fra 1938, medlem af Bestyrelsen for Arbejdernes Byggeforening fra 1938 (næstformand fra 1940), af bestyrelsen for Foreningen til Lærlinges Uddannelse fra 1939, af Haandværkerbanken i Kjøbenhavn repræsentantskab fra 1939 og af hovedbestyrelsen for Byggesocietetet for Danmark. Han blev æresmedlem af Københavns Tømmerlaug 1941.
Stillinge blev gift 15. september 1923 med Caroline Amalie Krøijer (13. september 1888 i Nakskov - ?), datter af slagtermester Jens Carl Krøijer (død 1897) og hustru Thrine f. Wiese (død 1937).
Parret oprettede Tømrermester Th. P. Stillinge og hustru Caroline Amalie Stillinge, f. Krøijers Fond under Haandværkerforeningen.